# Rubiales (Spanyolország)
Rubiales, Aragon település Spanyolországban, Teruel tartományban. Rubiales Albarracín, Teruel, Villastar, Villel, Tramacastiel és Tormón községekkel határos. Lakosainak száma 43 fő (2024).

## Népesség
A település népessége az utóbbi években az alábbiak szerint változott:
| Lakosok száma | 57   | 60   | 58   | 56   | 61   | 51   | 52   | 52   | 43   | 43   |
|               | 2001 | 2004 | 2007 | 2009 | 2012 | 2014 | 2017 | 2019 | 2022 | 2024 |